# Neopanorpa flavoferruginea
Neopanorpa flavoferruginea är en näbbsländeart som beskrevs av George W. Byers 2008. Neopanorpa flavoferruginea ingår i släktet Neopanorpa och familjen skorpionsländor. Inga underarter finns listade i Catalogue of Life.